# بورت ألفريد

بورت ألفريد هي بلدة صغيرة تقع في كيب الشرقية في جنوب أفريقيا،يبلغ عدد سكان البلدة أقل من 26 ألف نسمة.